# Reineris Salas
Reineris Salas (né le 17 mars 1987) est un lutteur cubain spécialiste de la lutte libre. Il participe aux Jeux olympiques d'été de 2020 en combattant dans la catégorie des poids mi-moyens (-97 kg). Il remporte la médaille de bronze.

## Palmarès

### Jeux olympiques
- Jeux olympiques d'été de 2020 à Tokyo,  Japon
  -  Médaille de bronze.